# Велф II
Велф II фон Алтдорф (на немски: Welf II, † 10 март 1030) от швабския клон на фамилята старите Велфи е граф в Швабия.
Той е син на граф Рудолф II фон Алтдорф и съпругата му Ита фон Йонинген, дъщеря на херцог Конрад I от Швабия.
Велф II се жени за Имица/Ирментруд „от Глайберг“ († след 1055), дъщеря на граф Фридрих Люксембургски, който е брат на по-късната императрица Кунигунда Люксембургска.
Двамата имат децата:
- Кунигунда от Алтдорф (1020 – пр. 1055), омъжена ок. 1035 г. за маркграф Алберто Ацо II д’Есте от Милано († 1097)
- Велф III († 1055), херцог на Каринтия и маркграф на Верона (1047 – 1055)
- Конрад († 1031)

Чрез брака си той получава собственост, между която са кралският чифлик Меринг близо до Аугсбург и ломбардския чифлик Елизина. През 1025 г. Велф се присъединява към въстанието на херцог Ернст II от Швабия против крал Конрад II. През 1027 г. той се подчинява (deditio) в Улм.
Велф умира през 1030 г. и е погребан в Алтдорф.